# Piry Cirjék János
Piry Cirjék János (Rábapüspöki, Vas vármegye, 1810. április 15. – Budapest, 1880. október 6.) szent Ferenc-rendi tartományfőnök.

## Élete
Középiskoláit Kőszegen kezdte, ahonnét 1826-ban lépett a szerzetbe. Miután bölcseleti és teológiai tanulmányait Pozsonyban és Esztergomban elvégezte, 1833-ban áldozópappá szentelték. Néhány évig hitszónok volt Komáromban; később teológiai tanár lett Esztergomban; 1842-ben pedig az érsekújvári gimnázium tanárává nevezték ki. Itt elvállalta a zárdai könyvtár rendezését és ekkor találta meg az Érsekújvári kódexet, amelyet nevéről egy ideig Piry-kódexnek is neveztek. A Magyar Tudományos Akadémiának 36 komárom megyei népdalgyűjteményt küldött be. 1852-ben Szentantalban házfőnök lett, később a budapesti rendház elöljárója volt. 1863-ban rendjének bizalma első ízben, 1872-ben pedig másodszor is tartományának főnökévé tette. 1866. augusztus 15-én Pestre tette át lakását, ahol házfőnök volt. Különös érdemet szerzett magának Batthyány Lajos gróf 1848-1849-es miniszterelnök hamvainak megőrzése által.

## Újságcikkei
Cikkei az Athenaeumban (1841. Ányos sírjánál); a Magyar Akadémia Értesítőben (1855. Nyelvészeti értekezés a tájszavakról); a Religióban (1856. A betegek látogatásáról, A magyarországi fogolyváltó szerzetesek történeti vázlata); az Egyházi Lapokban (1868. Szent Ferencz késése, A szent Ferencz-rendiek győri zárdájáról 1260-1768., Bosnyákország egyházi tekintetben); a Honban (1881. 213. sz. Gasparich Kilit sz. Ferencz-rendi áldozár kivégeztetése Pozsonyban 1853. szept. 2.); egyházi beszédei vannak a Garay Alajos Magyar egyházi szónokában (1861-62.) és a Katholikus Lelkipásztorban.

## Munkái
- Emlény az érsekújvári gymnasium megnyitására. Komárom, 1842
- Egyházi beszéd a boldogságos szűz Mária szeplőtelen fogantatásának hitágazati kihirdetése napjára, husvét után IV. vasárnapra (Május 6. 1855.) Pest, 1855
- Versek az esztergomi bazilika felszentelésekor ... 1857
- Egyházi beszéd Kálmán Zakariás arany miséjére ... 1858
- Jubileumi szent beszéd főtiszt. Golleseny Pantaleo atyának ... ünnepélyes aranymiséjére a pozsonyi szent Ferencz-rendiek egyházában május 1. napján 1859. Esztergom
- Öröm-dal főm. nagykéri Scitovszky Ker. János bibornok, Magyarország herczegprimása ... ő eminentiájának Esztergomban nov. 6. 1859-ben tartott aranymiséjére. Boldog-asszonyról czímzett sz. Ferencz-rendiek által. Uo. 1859
- Versek Scitovszky János bibornok primás aranymiséjére ... 1859
- Egyházi beszéd Sallay Ferdinand aranymiséjére ... 1861
- Szerafi szent beszédek a japáni vértanúk szentté avattatása emlékére. Pest, 1863
- Egyházi beszédek a sz. antali kalvaria felszentelése alkalmára ... 1867
- Versek ő cs. kir. felsége Erzsébet királyné születése alkalmából ... 1868
- Egyházi beszéd Paulovics Dömjén aranymiséje alkalmára. Székesfehérvárt ápr. 18. Pest, 1869
- Gyászbeszéd néhai gróf Batthyányi Lajos, első magyar miniszterelnök eltemetésére, 1870. jún. 9. mondotta. Uo. 1870
- F. Gángó József ... aranymiséje alkalmára tartott egyházi beszéd. Uo. 1871
- Érsekújvári napló, 1848/1849; sajtó alá rend., előszó, jegyz. Koncsol László; Kalligram, Pozsony, 1998 (Csallóközi kiskönyvtár)

Kéziratban egy kötetnyi missiói és más egyházi beszédek. Mint tartományfőnök különösen érdemesítette magát a rend iránt azzal, hogy annak történeteit hazánkban kezdettől fogva a legújabb ideig, röviden, de tartalmasan latinul megírta. 1848–1849-es érsekújvári naplója 1998-ban új kiadásban is megjelent.